# Nercón
Nercón es una localidad chilena ubicada en la comuna de Castro, a unos 5 km del centro de la ciudad homónima, en la costa oriental de la Isla Grande de Chiloé. Según el censo del 2012 tiene una población de 1342 habitantes, parte de la cual habita dentro del área urbana de Castro. La iglesia del lugar fue declarada Patrimonio de la Humanidad por la Unesco. 
- Datos: Q16611205
- Multimedia: Nercón / Q16611205